# Циклоп (фільм)
«Циклоп» (англ. Cyclops) — американський телевізійний фільм 2008 року.

## Сюжет
Часи Римської Імперії. Циклоп, який живе в лісі, вже не один рік тероризує місцеве населення. Імператор Тіберій посилає свого найкращого центуріона Маркуса на пошуки. Той перемагає могутнього циклопа і привозить його в Рим. Але імператор зраджує Маркуса і робить його гладіатором. Зрештою обставини складаються так, що циклоп і Маркус стають вірними союзниками і разом починають боротьбу проти підступного імператора і його диявольського племінника. Допомагати у всьому цьому Маркусу і циклопові буде чарівна Барбара.

## У ролях
| Актор             | Роль                    |
| ----------------- | ----------------------- |
| Ерік Робертс      | Імператор Тіберій Цезар |
| Кевін Степлтон    | Маркус                  |
| Фріда Шоу         | Барбара                 |
| Крейг Арчібальд   | Фалько                  |
| Майк Страуб       | Гордіан                 |
| Девід Макфарланд  | Северус                 |
| Ден Голден        | Майстер ігор            |
| Скуп Вассерштейн  | Джуліан                 |
| Дімітар Масларскі | Циклоп                  |
| Райчев Василєв    | Тарквін                 |
| Гаррі Анічкін     | Каска                   |
| Іоан Банзурков    | молодий невільник       |
| Велізар Бінев     | Клетус                  |